# Agave ×pumila
Agave ×pumila ist eine Pflanzenart aus der Gattung der Agaven (Agave). Ein englischer Trivialname ist „Dwarf Century Plant“.

## Beschreibung
Agave ×pumila wächst zweigestaltig und verbleibt 8 bis 10 Jahre im Jugendstadium. Im adulten Stadium sind die offenen Rosetten dickstämmig mit Wuchshöhen von 40 bis 60 cm und 60 bis 70 cm Breite. Die variabel angeordneten, deltoid bis lanzettförmigen, an der Basis verdickten, steifen, graugrünen Blätter sind 30 bis 38 cm lang und 4 bis 4,5 cm breit. Die weißen, schmalen, hornigen Blattränder sind flexibel gezahnt. Der kräftige braune Enddorn ist bis 1,5 cm lang.
Der Blütenstand ist nicht bekannt.

## Systematik und Verbreitung
Agave ×pumila ist nur aus der Kultur bekannt.
Die Erstbeschreibung durch John Gilbert Baker ist 1888 veröffentlicht worden. Ein Synonym ist Agave simonis Hort. ex A.Berger.
Agave ×pumila ist ein Vertreter der Gruppe Marginatae. Die Art könnte ein Naturhybride zwischen Agave victoriae-reginae und Agave lechuguilla sein. Sie wird im Botanischen Garten Huntington in San Marino in Kalifornien und in Europa kultiviert.